# Páno Galári-Kambinári
Páno Galári-Kambinári (grec moderne : Πάνω Γαλάρι-Καμπινάρι) est une localité située dans le dème de Kalamáta, dans le district régional de Messénie, dans la périphérie du Péloponnèse, en Grèce.
Selon le recensement de 2021, elle compte 1 habitants.